# Kristian Kostov
Kristian Konstantinov Kostov (Bulgaars en Russisch: Кристиан Константинов Костов) (Moskou, 15 maart 2000) is een Bulgaars-Kazachs-Russisch zanger.

## Biografie
Kostov werd op 15 maart 2000 geboren in de Russische hoofdstad Moskou. Hij heeft een Bulgaarse vader en een Kazachse moeder. In 2014 werd hij bekend in Rusland toen hij de finale bereikte van de Russische Voice Kids (Golos), een talentenjacht voor kinderen. Twee jaar later eindigde hij als tweede in de Bulgaarse versie van X-Factor. Begin 2017 werd hij door de Bulgaarse openbare omroep intern geselecteerd om Bulgarije te vertegenwoordigen op het Eurovisiesongfestival 2017 in Oekraïne. Hij won zijn halve finale en eindigde in de finale als tweede, na de Portugees Salvador Sobral. Het was een verbetering van het beste resultaat voor Bulgarije tot dan toe, de vierde plaats van Poli Genova een jaar eerder.
Hierna is hij doorgegaan met zingen en heeft nog enkele nummers uitgebracht. Zijn recentste nummers zijn: Lullaby, Rift, Get it en Shower Thoughts op de gelijknamige ep.

## Discografie

### Singles

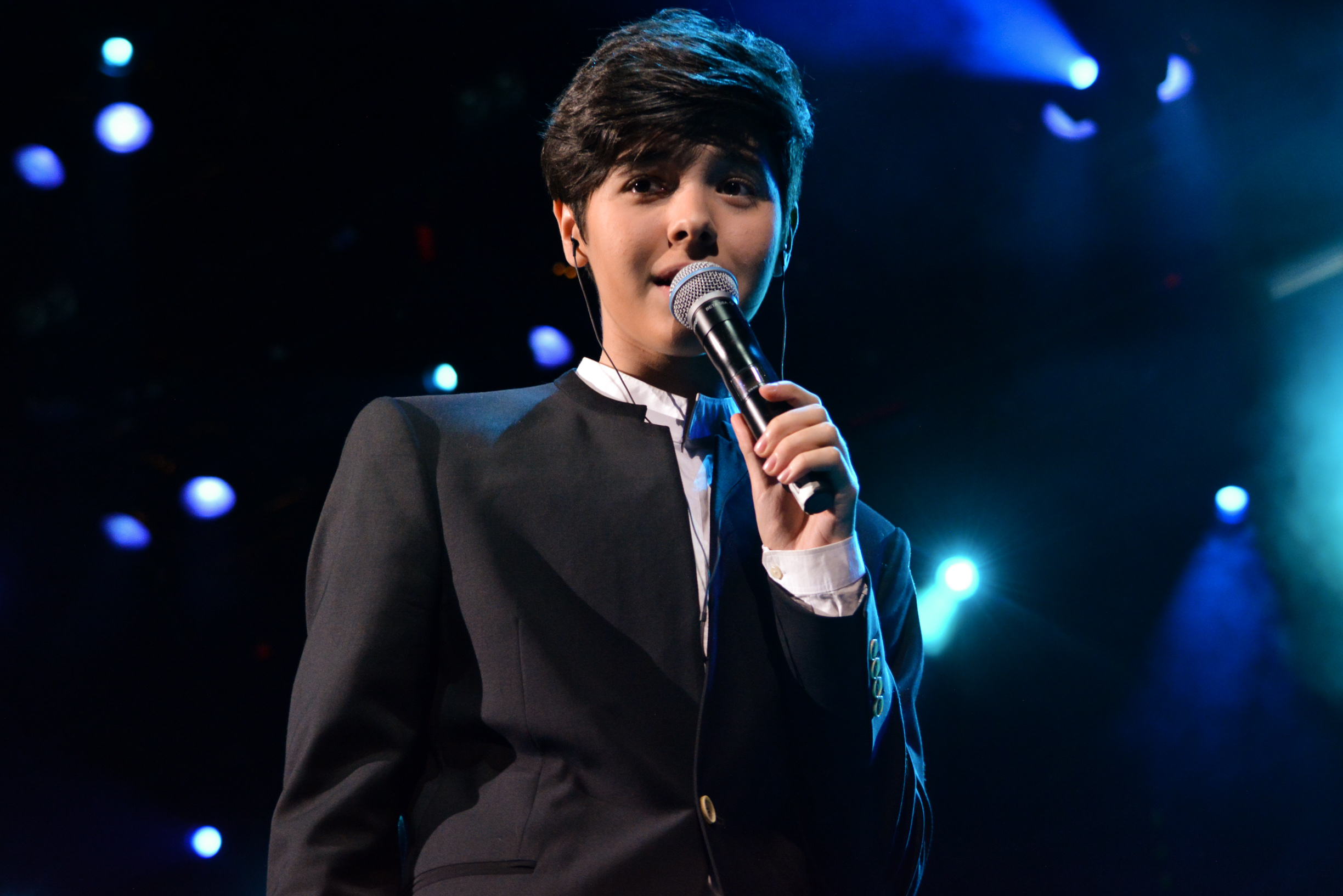
Kostov in 2015

| Single met eventuele hitnotering(en) in de Nederlandse Top 40 | Datum van verschijnen | Datum van binnenkomst | Hoogste positie | Aantal weken | Opmerkingen                                                        |
| ------------------------------------------------------------- | --------------------- | --------------------- | --------------- | ------------ | ------------------------------------------------------------------ |
| Beautiful mess                                                | 2017                  | -                     |                 |              | Inzending Eurovisiesongfestival 2017 / Nr. 91 in de Single Top 100 |

2005: Kaffe · 
2006: Mariana Popova · 
2007: Elitsa Todorova & Stojan Jankoelov · 
2008: Deep Zone & Balthazar · 
2009: Krassimir Avramov · 
2010: Miro · 
2011: Poli Genova · 
2012: Sofi Marinova · 
2013: Elitsa Todorova & Stojan Jankoelov · 
2016: Poli Genova · 
2017: Kristian Kostov · 
2018: Equinox · 
2021: Victoria · 
2022: Intelligent Music Project